# St-Étienne (Livry-sur-Seine)

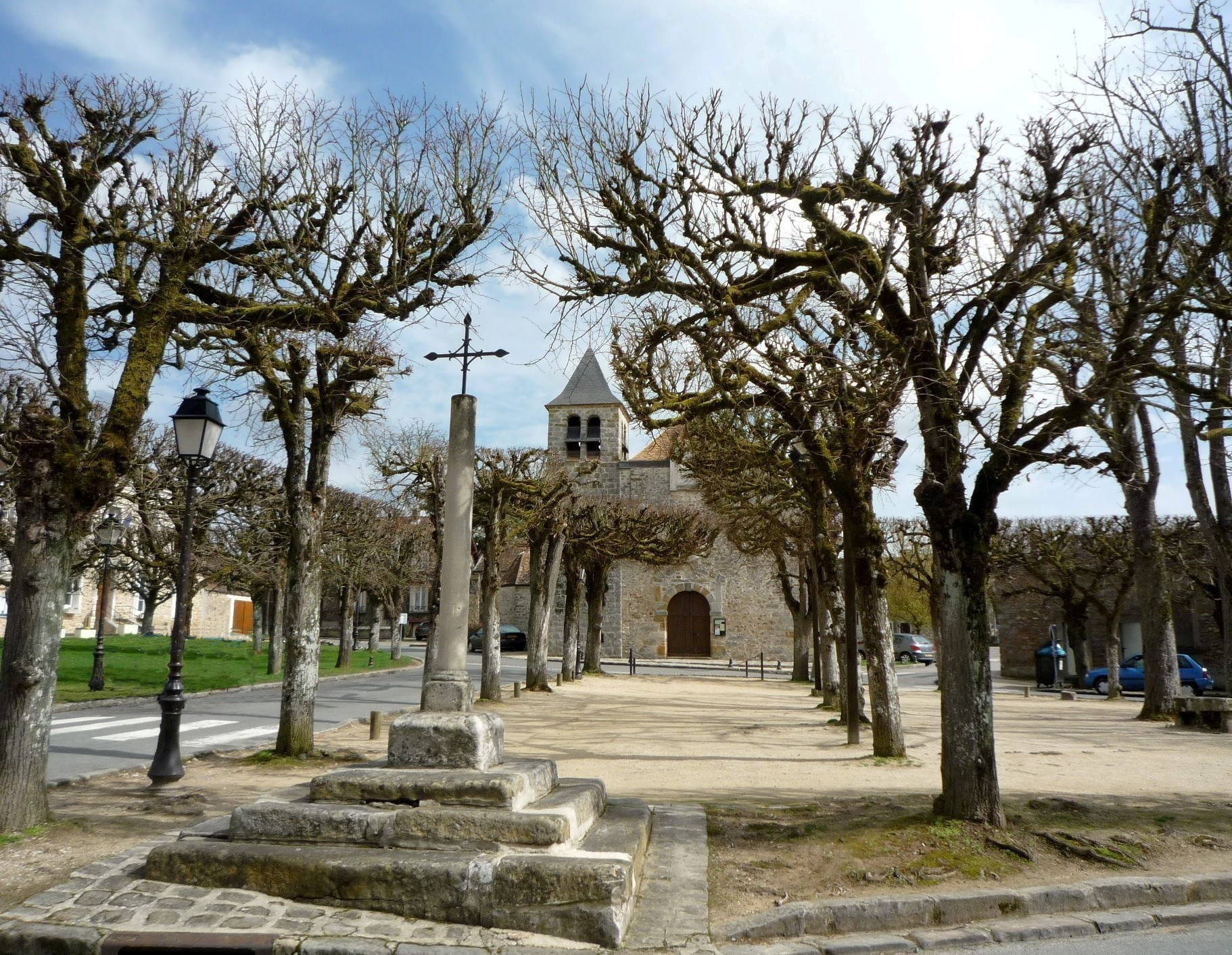
Kirche St-Étienne in Livry-sur-Seine (im Hintergrund)

Die katholische Pfarrkirche St-Étienne in Livry-sur-Seine, einer französischen Gemeinde im Département Seine-et-Marne in der Region Île-de-France, wurde im 13. Jahrhundert erbaut. Die Kirche steht an der Place de l’Église.

## Geschichte
Die dem heiligen Stephanus geweihte Kirche wird 1206 erstmals als Pfarrkirche genannt. Als sie im Jahr 1773 restauriert wurde, unterstand sie dem Grundherrn Brice-Richard de Pichon. In der Kirche sind Grabplatten von Pfarrern und Patronatsherren erhalten.

## Ausstattung
Der Hauptaltar mit der Darstellung der Steinigung des heiligen Stephanus wird um 1650 datiert. Eine Madonna mit Kind aus bemaltem Stuck stammt vom Anfang des 15. Jahrhunderts.